# ریک فلر
ریچارد مورگان فلر (به انگلیسی: Richard Morgan Fliehr) (زادهٔ ۲۵ فوریه ۱۹۴۹) معروف به ریک فلر (به انگلیسی: Ric Flair) یک کشتی‌گیر حرفه‌ای آمریکایی است. او از نظر بیشتر روزنامه‌نگاران و کارشناسان این رشته، به عنوان نفر اول در تمام دوران‌ها شناخته می‌شود. او نزدیک به ۵۰ سال سابقه حرفه ای در این رشته داشته است. او همچنین پرافتخارترین کشتی‌گیر تاریخ دبلیودبلیوئی و از نظر عناوین جهانی نفر اول است.

## دوران کشتی حرفه ای

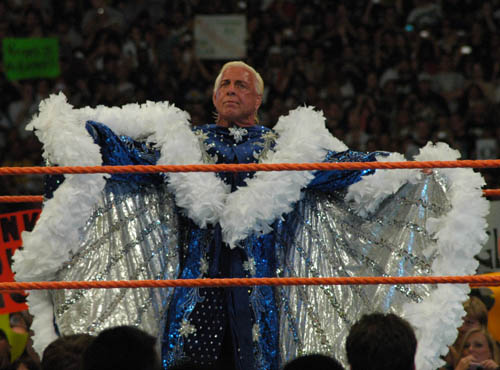
ریک فلر در رسلمانیا ۲۴

فلر تا به حال ۱۶ مقام قهرمانی در کمپانی‌های دبلیودبلیوئی، ان دابلیو ای و دبلیو سی دبلیو داشته است و بیش از ۵۰ سال سابقه فعالیت در کشتی حرفه‌ای دارد. او یکی از کشتی‌گیران معروف رشتهٔ کشتی حرفه‌ای در دنیا است. وی همچنین در سال ۲۰۰۹ در شو کمپانی رینگ افتخار (Ring Of Honor) و در سال‌های ۲۰۱۰ تا ۲۰۱۲ در کمپانی تی ان ای (TNA) فعالیت داشته است. در سال ۲۰۰۸ در تالار مشاهیر دبلیودبلیوئی از وی تقدیر به عمل آمد و همچنین در همان سال به تالار مشاهیر NWA پیوست. وی طی سال‌های ۲۰۰۳ تا ۲۰۰۵ پدیدآورده و عضو گروه Evolution بود که اعضای دیگر آن باتیستا و رندی اورتون و تریپل اچ بودند و این گروه پرشور در آرماگدون ۲۰۰۳ به تمامی کمربندهای آن زمان حاضر در برند راو نائل شدند و در رویال رامبل ۲۰۰۴ همچنان از عناوین‌شان دفاع کردند و فاتح کمربندهای تگ تیم جهان (در دستان باتیستا و ریک فلیر) کمربند قهرمانی سنگین‌وزن جهان (در دست تریپل اچ) و قهرمانی کمربند بین قاره‌ای (در دست رندی اورتون) بودند. آخرین مسابقه فلیر در دبلیودبلیوئی با شاون مایکلز در رسلمانیا ۲۴ بود که پایان دراماتیکی برای فلیر رقم زد و بهترین مسابقه سال ۲۰۰۸ شناخته شد. وی در سال ۲۰۰۹ در یکی از رویدادهای کمپانی رینگ افتخار (The Main Event of Hulkamania) مقابل هالک هوگان مسابقه داد. فلیر در کمپانی TNA بیشتر به عنوان یک منیجر و اسطوره بزرگ شناخته می‌شود. در سال ۲۰۱۲ برای دومین بار از ریک فلیر (اینبار به عنوان یکی از اعضاء گروه The Four Horsemen) در تالار مشاهیر دبلیودبلیوئی تقدیر به عمل آمد. فلیر اولین قهرمان کمربند قهرمانی سنگین‌وزن WCW در سال ۱۹۹۱ است و اولین فردی است که تاج سه‌گانه WCW را به دست آورده است.